# تپه منجوقلو
تپه منجوقلو مربوط به سده‌های میانه دوران‌های تاریخی پس از اسلام است و در شهرستان اسفراین، بخش بام وصفی آباد، دهستان بام، داخل روستای اردین واقع شده و این اثر با شمارهٔ ثبت ۲۳۳۱۱ به‌عنوان یکی از آثار ملی ایران به ثبت رسیده است.